# Ugny-l'Équipée
Ugny-l'Équipée là một xã ở tỉnh Somme, vùng Hauts-de-France, Pháp.

## Địa lý
A small village Xã này có cự ly khoảng 39 miles về phía đông của Amiens, trên đường D145, giáp ranh với tỉnh Aisne.

## Dân số
| 1962                                                  | 1968 | 1975 | 1982 | 1990 | 1999 |
| ----------------------------------------------------- | ---- | ---- | ---- | ---- | ---- |
| 21                                                    | 44   | 48   | 46   | 57   | 46   |
| Số liệu dân số từ năm 1962, dân số không tính hai lần |      |      |      |      |      |